# Сурубин
Сурубин (порт. Surubim) — муниципалитет в Бразилии, входит в штат Пернамбуку. Составная часть мезорегиона Сельскохозяйственный район штата Пернамбуку. Входит в экономико-статистический микрорегион Алту-Капибариби. Население составляет 53 888 человек на 2007 год. Занимает площадь 253 км². Плотность населения — 213 чел./км².

## История
Город основан в 1893 году.

## Статистика
- Валовой внутренний продукт на 2005 год составляет 162 648 000 реалов (данные: Бразильский институт географии и статистики).
- Валовой внутренний продукт на душу населения на 2005 год составляет 3062 реала (данные: Бразильский институт географии и статистики).
- Индекс развития человеческого потенциала на 2000 год составляет 0,641 (данные: Программа развития ООН).

## География
В соответствии с классификацией Кёппена, климат относится к категории Bs’h.